# Еспарцет Васильченка
Еспарцет Васильченка (Onobrychis vassilczenkoi) — вид рослин родини бобові (Fabaceae), поширений в Україні й Росії.

## Опис
Багаторічна рослина 30–70 см заввишки. Корінь товстий стрижневий. Каудекс розвинений. Стебла розгалужені, запушені. Листочки довгасто-еліптичні, еліптичні, рідше яйцеподібні й довгасто-яйцеподібні, 7–25 × 3–8 мм, з нижнього боку сіруваті від запушення, з верхнього — голі. Віночок блідо-рожево-жовтий, з вузькими темно-пурпуровими смужками, 15–20 мм завдовжки. Боби 10–12 мм завдовжки, з гребенем 2–3 мм ушир.
Період цвітіння: травень — липень.

## Поширення
Поширений на сході України, у Передкавказзі й на північному Кавказі Росії.
В Україні зростає на крейдяних відслоненнях — відомий тільки з донецького Лісостепу (Луганська область).

## Використання
Декоративна рослина.